# Тарабини, Патрисия
Патрисия Тарабини (исп. Patricia Tarabini; р. 6 августа 1968, Ла-Плата) — аргентинская профессиональная теннисистка, специалист по игре в парах. Победительница Открытого чемпионата Франции 1996 года в смешанном парном разряде, победительница Панамериканских игр 1995 года и бронзовый призёр Олимпийских игр 2004 года в женском парном разряде.

## Спортивная карьера

### Начало карьеры
В 1983 году Патрисия Тарабини заявила о себе, переиграв в финале юниорского чемпионата Аргентины Габриэлу Сабатини. В 1985 году после победы в Trofeo Bonfiglio — юниорском аналоге Открытого чемпионата Италии — в одиночном разряде и в Открытом чемпионате Франции среди девушек в паре с Мар Перес-Рольдан она занимала третью строчку в рейтинге Международной федерации тенниса (ITF) среди девушек в одиночном разряде и первую — в парном. В этом же году она начала регулярно участвовать во взрослых теннисных турнирах ITF, выиграв уже первые два турнира в парах (оба с Перес-Рольдан) и четвёртый такой турнир в одиночном разряде. 1986 год она начала с двух выигранных турниров ITF в одиночном разряде перед тем, как преодолеть квалификационный отбор и первый круг на Открытом чемпионате Франции (где она также стала чемпионкой среди девушек в одиночном разряде) и побывать до конца года в полу- и четвертьфинале двух турниров WTA. В этом году она впервые была приглашена в сборную Аргентины в Кубке Федерации, но на корте так и не появилась
В 1987 году Тарабини уже участвовала только в турнирах WTA. Её лучшими результатами стали финал Открытого чемпионата Швеции в паре с Сандрой Чеккини и полуфинал Открытого чемпионата ФРГ в одиночном разряде. На следующий год она добилась победы над шестой ракеткой мира Мануэлой Малеевой в четвертьфинале турнира в Тампе (Флорида, США) и к середине мая вошла в число 30 лучших теннисисток мира, закончив сезон на 37-м месте в рейтинге.
Уже с 1989 года, однако, становится заметно, что Тарабини более успешно выступает в парах, чем в одиночном разряде. На два выхода в финал турниров WTA в одиночном разряде в этом году у неё пришлось четыре титула в парах, три из которых она завоевала с Чеккини, а четвёртый со своей соотечественницей Мерседес Пас. К концу сезона Тарабини уже входила в число лучших теннисисток мира в парном разряде. Тем не менее в сборной Аргентины её ещё использовали как игрока в одиночном разряде; она провела свои первые матчи за сборную в матчах с филиппинками и болгарками. В 1990 году она по-прежнему активно выступала как в парах (три финала, из которых одна победа с Чеккини), так и в одиночном разряде (один финал, по пути к которому она обыграла Чеккини, на тот момент бывшую 22-й в мировом рейтинге).
В 1991 году Тарабини дважды побывала в финале турниров WTA в парном разряде, победив в Байонне с Натали Тозья после выигрыша у пар, посеянных под первым и вторым номерами. Но в одиночном её результаты не были столь высокими: в 14 турнирах она выиграла только 9 матчей, проиграв 13 (на турнире в Гамбурге она отказалась от игры в третьем круге). На следующий год она приняла участие в десяти турнирах в одиночном разряде, не поднявшись выше четвертьфинала, а в парах выиграла с Чеккини один турнир, как и за год до этого, победив обе пары, посеянные под первыми номерами. Тарабини также участвовала в Олимпиаде в Барселоне, проиграв в одиночном разряде во втором круге будущей чемпионке Дженнифер Каприати, а в паре с Мерседес Пас — в четвертьфинале Наталье Зверевой и Лейле Месхи.
1993 год был ознаменован для Тарабини дальнейшим прогрессом в игре в парах. В Будапеште она впервые за карьеру дошла до финала турнира WTA III категории, а два турнира более низкого уровня выиграла, но главных успехов добилась в турнирах Большого шлема. Она дошла сначала до полуфинала Открытого чемпионата Франции (где они с Чеккини победили три посеянных пары перед тем, как уступить первой паре мира — Зверевой и Джиджи Фернандес, для которых этот турнир стал уже пятым выигранным турниром Большого шлема подряд), а затем до четвертьфинала Открытого чемпионата США (где они победили пятую пару турнира, а затем снова проиграли Зверевой и Фернандес). Достаточно хорошо она выступала и в одиночном разряде, где дважды выходила в полуфиналы, в том числе после победы над Мануэлой Малеевой, на тот момент десятой в мире. Успешным был для неё сезон и в Кубке Федерации, где аргентинки дошли до полуфинала, а Тарабини помогла сборной взять верх в матче второго круга с болгарками, выиграв в паре с Инес Горрочатеги решающую третью игру.

### Переход в пары (1994—1997)
В 1994 году в парном разряде Тарабини дважды побывала в финале, завоевав один титул. В то же время за год она провела всего 22 матча в одиночном разряде, выиграв только семь из них и не поднявшись ни в одном из турниров выше четвертьфинала. С этого момента начался её последовательный переход к игре в парах как к основному виду выступлений. В следующем году она участвовала только в восьми турнирах в одиночном разряде и выиграла лишь один матч. В парах с начала года её новой партнёршей стала испанка Кончита Мартинес, одна из ведущих теннисисток мира, с которой она дважды играла в финале — в турнирах II и I категории (Открытый чемпионат Италии), — но не сумела пополнить список титулов. Помимо двух финалов, Мартинес и Тарабини побывали в четвертьфиналах Уимблдонского турнира, по пути к которому победили пятую пару мира Мередит Макграт-Аранча Санчес, и Открытого чемпионата США. В конце года они участвовали в Chase Championships — итоговом турнире года, — но проиграли в первом же круге. С Мерседес Пас Тарабини стала чемпионкой Панамериканских игр в женском парном разряде, опередив американок и бразильянок.
В 1996 году Тарабини уже практически перестала выступать в одиночном разряде, приняв участие лишь в одном турнире ITF. В женских парах сезон у них с Мартинес тоже не сложился, а на Олимпиаде в Атланте она и Сабатини, будучи посеяны под шестым номером, проиграли уже в первом круге турнира пар. Частичной компенсацией за неудачи в женских парах стала победа на Открытом чемпионате Франции в смешанном парном разряде. Партнёром Тарабини на этом турнире был её соотечественник Хавьер Франа, и вместе они последовательно победили вторую, восьмую и третью пары турнира перед тем, как в финале обыграть такую же несеяную пару — Николь Арендт и Люка Дженсена.
Путь Патрисии Тарабини и Хавьера Франы к победе в Открытом чемпионате Франции 1996 года
| Этап       | Соперники                      | Посев | Счёт           |
| ---------- | ------------------------------ | ----- | -------------- |
| 1-й круг   | Ива Майоли / Мерфи Дженсен     |       | 6-4, 7-5       |
| 2-й круг   | Ирина Спырля / Грег ван Эмбург | 14    | 4-6, 6-4, 8-6  |
| 3-й круг   | Джиджи Фернандес / Цирил Сук   | 2     | 5-7, 6-3, 10-8 |
| 1/4 финала | Катрина Адамс / Либор Пимек    | 8     | 6-4, 2-6, 6-3  |
| 1/2 финала | Манон Боллеграф / Рик Лич      | 3     | 6-2, 7-62      |
| Финал      | Николь Арендт / Люк Дженсен    |       | 6-2, 6-2       |

В 1997 году Мартинес и Тарабини трижды играли в четвертьфиналах турниров Большого шлема — на Открытом чемпионате Австралии, во Франции и в США, причём во Франции им удалось обыграть посеянных вторыми Линдсей Дэвенпорт и Яну Новотну. Помимо этого, они дважды играли в финалах престижных турниров в Риме и Станфорде и к концу сезона вторично обеспечили себе право на участие в финальном турнире года, где, однако, как и два года назад, уступили в первом же круге.

### Пик карьеры (1998—2000)
В 1998 году на Открытом чемпионате Австралии в паре с Мартинес Тарабини дошла до второго за карьеру полуфинала турнира Большого шлема в женских парах. В полуфинале их остановили Дэвенпорт и Зверева. В марте в Хилтон-Хед-Айленде (Южная Каролина, США) Тарабини, также с Мартинес, выиграла первый в карьере турнир WTA I категории. Позже они вышли в четвертьфинал Открытого чемпионата Франции и полуфинал турнира I категории в Монреале, после которого Тарабини поднялась на 12-ю строчку в рейтинге теннисисток в парном разряде, самую высокую за карьеру. В ноябре они в третий раз участвовали в финальном турнире года, снова потерпев поражение уже в первом круге.
1999 год стал для Тарабини первым сезоном, в котором она вообще не выступала в одиночном разряде. Начался он для неё и Мартинес с поражения в первом круге Открытого чемпионата Австралии, где они были посеяны шестыми, но позже они выиграли турнир в Амелия-Айленд, победив две первых посеянных пары, и дошли до финала на Открытом чемпионате Германии в Берлине. Ближе к концу года они выиграли ещё один турнир первой категории, Toyota Princess Cup в Токио, что обеспечило им четвёртое за пять лет выступление в итоговом турнире сезона. Там, однако, они снова выбыли из борьбы в первом же круге. На следующий год Тарабини в основном продолжала выступать с Мартинес, дойдя с ней до финала в Хилтон-Хед-Айленде и четвертьфинала на Открытых чемпионатах Франции и США (где они победили посеянных третьими Мари Пьерс и Мартину Хингис), но на отдельных турнирах она играла и с другими партнёршами: так, с нидерландкой Каролин Вис она вышла в полуфинал в Берлине.

### Окончание карьеры
В начале 2001 года, после победы в Амелия-Айленде, Тарабини окончательно рассталась с Мартинес. Место испанки рядом с ней на корте в этом сезоне занимали в основном аргентинки Мария-Эмилия Салерни и Паола Суарес, с которой Тарабини сначала дошла до третьего в карьере финала Открытого чемпионата Италии, а затем победила в Вене. Тем не менее этих успехов оказалось недостаточно для попадания в итоговый турнир года. На следующий год в числе постоянно сменяющихся партнёрш Тарабини снова оказалась Мартинес, и вместе они уже в четвёртый раз в карьере Тарабини дошли до финала в Риме. Также Тарабини за год дважды играла в полуфиналах: в Берлине с Суарес и на Бали с Мартинес.
Сезон 2003 года стал для Тарабини одним из самых неудачных в карьере: не было ни одного турнира за год, где она сумела выиграть больше одного матча. Она завершила год сразу после Открытого чемпионата США и в начале 2004 года активно играла в турнирах ITF, восстанавливая форму. В апреле впервые за пять лет она вернулась в сборную, которой помогла обыграть японок, а ближе к концу месяца дошла с ещё одной аргентинкой, Жиселой Дулко, до финала турнира WTA в Варшаве. На Олимпиаде в Афинах она выступала с Суарес, к этому моменту ставшей одним из лидеров женского парного тенниса. Аргентинская пара дошла до полуфинала, а в матче за третье место победила японок Асагоэ Синобу и Ай Сугияму. После этого на пресс-конференции Тарабини сообщила, что теперь её мечта исполнилась, она страдает от болей, мешающих ей играть дальше, и намерена завершить игровую карьеру. Последним её турниром в этом сезоне стал Открытый чемпионат США. Почти через два года, в июле 2006 года, она снова вышла на корт в Сан-Диего в паре с Каролин Вис, которая также завершала выступления, но поражение в первом же круге поставило окончательную точку в её игровой карьере. Она продолжает работать в Сан-Диего в составе тренерской бригады местного университета.

## Участие в финалах турниров Большого шлема
Смешанный парный разряд (1)
| Результат | Год  | Турнир                     | Партнёр      | Соперники в финале        | Счёт в финале |
| --------- | ---- | -------------------------- | ------------ | ------------------------- | ------------- |
| Победа    | 1996 | Открытый чемпионат Франции | Хавьер Франа | Николь Арендт Люк Дженсен | 6-2, 6-2      |

## Участие в финалах турниров WTA за карьеру (34)
| Легенда           |
| ----------------- |
| Большой шлем (0)  |
| Чемпионат WTA (0) |
| I категория (6)   |
| II категория (5)  |
| III категория (3) |
| IV категория (13) |
| V категория (3)   |
| VS (1)            |

### Одиночный разряд (3)
Поражения (3)
| №  | Дата        | Турнир             | Покрытие | Соперница в финале | Счёт в финале |
| -- | ----------- | ------------------ | -------- | ------------------ | ------------- |
| 1. | 22 мая 1989 | Страсбург, Франция | Грунт    | Яна Новотна        | 1-6, 2-6      |
| 2. | 12 дек 1989 | Гуаружа, Бразилия  | Хард     | Федерика Хаумюллер | 6-77, 4-6     |
| 3. | 17 сен 1990 | Париж, Франция     | Грунт    | Кончита Мартинес   | 5-7, 6-3      |

### Парный разряд (31)

#### Победы (15)
| №   | Дата        | Турнир                               | Покрытие | Партнёр          | Соперницы в финале                         | Счёт в финале  |
| --- | ----------- | ------------------------------------ | -------- | ---------------- | ------------------------------------------ | -------------- |
| 1.  | 10 июл 1989 | Аркашон, Франция                     | Грунт    | Сандра Чеккини   | Мерседес Пас Бренда Шульц                  | 6-3, 7-65      |
| 2.  | 11 сен 1989 | Афины, Греция                        | Грунт    | Сандра Чеккини   | Силке Майер Елена Пампулова                | 4-6, 6-4, 6-2  |
| 3.  | 18 сен 1989 | Париж, Франция                       | Грунт    | Сандра Чеккини   | Катрин Сюир Натали Эрман                   | 6-1, 6-1       |
| 4.  | 12 дек 1989 | Открытый чемпионат Бразилии, Гуаружа | Хард     | Мерседес Пас     | Лусиана Корсато-Овсянка Клаудиа Шабалгойти | 6-2, 6-2       |
| 5.  | 16 июл 1990 | Оэйраш, Португалия                   | Грунт    | Сандра Чеккини   | Карин Баккум Николь Мунс-Ягерман           | 1-6, 6-2, 6-3  |
| 6.  | 23 сен 1991 | Байонна, Франция                     | Ковёр    | Натали Тозья     | Рейчел Маккуиллан Катрин Танвье            | 6-3 отказ      |
| 7.  | 14 сен 1992 | Париж (2)                            | Грунт    | Сандра Чеккини   | Ноэль ван Лоттум Рейчел Маккуиллан         | 7-5, 6-1       |
| 8.  | 12 июл 1993 | Прага, Чехия                         | Грунт    | Инес Горрочатеги | Каролин Вис Лаура Голарса                  | 6-2, 6-1       |
| 9.  | 26 июл 1993 | Сан-Марино                           | Грунт    | Сандра Чеккини   | Флоренсия Лабат Барбара Риттнер            | 6-3, 6-2       |
| 10. | 25 июл 1994 | Мариа-Ланковиц, Австрия              | Грунт    | Сандра Чеккини   | Карина Габшудова Александра Фусаи          | 7-5, 7-5       |
| 11. | 30 мар 1998 | Хилтон-Хед-Айленд, Ю. Каролина, США  | Грунт    | Кончита Мартинес | Лиза Реймонд Ренне Стаббс                  | 3-6, 6-4, 6-4  |
| 12. | 5 апр 1999  | Амелия-Айленд, Флорида, США          | Грунт    | Кончита Мартинес | Лиза Реймонд Ренне Стаббс                  | 7–5, 0–6, 6–4  |
| 13. | 20 сен 1999 | Токио, Япония                        | Хард     | Кончита Мартинес | Елена Докич Аманда Кётцер                  | 6-75, 6-4, 6-2 |
| 14. | 9 апр 2001  | Амелия-Айленд (2)                    | Грунт    | Кончита Мартинес | Мартина Навратилова Аранча Санчес-Викарио  | 6-4, 6-2       |
| 15. | 9 июл 2001  | Вена, Австрия (2)                    | Грунт    | Паола Суарес     | Ленка Немечкова Ванесса Хенке              | 6-4, 6-2       |

#### Поражения (16)
| №   | Дата        | Турнир                                | Покрытие | Партнёр          | Соперницы в финале                     | Счёт в финале  |
| --- | ----------- | ------------------------------------- | -------- | ---------------- | -------------------------------------- | -------------- |
| 1.  | 6 июл 1987  | Открытый чемпионат Швеции, Бостад     | Грунт    | Сандра Чеккини   | Пенни Мейджер Тина Шойер-Ларсен        | 1-6, 2-6       |
| 2.  | 23 апр 1990 | Открытый чемпионат Испании, Барселона | Грунт    | Сабрина Голеш    | Мерседес Пас Аранча Санчес-Викарио     | 7-66, 2-6, 1-6 |
| 3.  | 10 сен 1990 | Открытый чемпионат Австрии, Кицбюэль  | Грунт    | Сандра Чеккини   | Радка Зрубакова Петра Лангрова         | 0-6, 4-6       |
| 4.  | 15 июл 1991 | Открытый чемпионат Австрии (2)        | Грунт    | Сандра Чеккини   | Николь Мунс-Ягерман Беттина Фулко      | 5-7, 4-6       |
| 5.  | 18 окт 1993 | Будапешт, Венгрия                     | Ковёр    | Сандра Чеккини   | Каролин Вис Инес Горрочатеги           | 1-6, 3-6       |
| 6.  | 16 мая 1994 | Страсбург, Франция                    | Грунт    | Каролин Вис      | Лори Макнил Ренне Стаббс               | 3-6, 6-3, 2-6  |
| 7.  | 1 мая 1995  | Гамбург, Германия                     | Грунт    | Кончита Мартинес | Джиджи Фернандес Мартина Хингис        | 2-6, 3-6       |
| 8.  | 8 мая 1995  | Открытый чемпионат Италии, Рим        | Грунт    | Кончита Мартинес | Наталья Зверева Джиджи Фернандес       | 6-3, 6-73, 4-6 |
| 9.  | 5 мая 1997  | Открытый чемпионат Италии (2)         | Грунт    | Кончита Мартинес | Николь Арендт Манон Боллеграф          | 2-6, 4-6       |
| 10. | 21 июл 1997 | Станфорд, Калифорния, США             | Хард     | Кончита Мартинес | Линдсей Дэвенпорт Мартина Хингис       | 1-6, 3-6       |
| 11. | 10 мая 1999 | Открытый чемпионат Германии, Берлин   | Грунт    | Яна Новотна      | Натали Тозья Александра Фусаи          | 3-6, 5-7       |
| 12. | 18 апр 2000 | Хилтон-Хед-Айленд, Ю. Каролина, США   | Грунт    | Кончита Мартинес | Вирхиния Руано Паскуаль Паола Суарес   | 5-7, 3-6       |
| 13. | 14 мая 2001 | Открытый чемпионат Италии (3)         | Грунт    | Паола Суарес     | Кара Блэк Елена Лиховцева              | 1-6, 1-6       |
| 14. | 10 сен 2001 | Открытый чемпионат Бразилии, Баия     | Хард     | Николь Арендт    | Аманда Кётцер Лори Макнил              | 7-68, 2-6, 4-6 |
| 15. | 13 мая 2002 | Открытый чемпионат Италии (4)         | Грунт    | Кончита Мартинес | Вирхиния Руано Паскуаль Паола Суарес   | 3-6, 4-6       |
| 16. | 2 May 2004  | Варшава, Польша                       | Грунт    | Жисела Дулко     | Франческа Скьявоне Сильвия Фарина-Элия | 6-3, 2-6, 1-6  |